# Нихоф, Герман
Херман Нихоф (нем. Hermann Niehoff; 3 апреля 1897, Папенбург — 5 ноября 1980, Ригзее) — немецкий офицер, участник Первой и Второй мировых войн, генерал пехоты, кавалер Рыцарского креста с Дубовыми листьями и Мечами.

## Первая мировая война
В июне 1915 года поступил на военную службу фанен-юнкером (кандидат в офицеры), в пехотный полк. С января 1916 года — лейтенант. Награждён Железными крестами обеих степеней.

## Между мировыми войнами
Продолжил службу в рейхсвере. К началу Второй мировой войны — командир пехотного батальона, майор.

## Вторая мировая война
В сентябре 1939 года назначен командиром запасного пехотного полка, с ноября 1939 года — подполковник.
С июня 1940 года — командир пехотного полка, участвовал в завершении Французской кампании.
С 22 июня 1941 года участвовал в Великой Отечественной войне. Бои в Литве, затем в районе Великих Лук. С октября 1941 года — полковник. Бои в районе Ржева. В январе 1942 года награждён Золотым немецким крестом.
С апреля 1943 года — командир 371-й пехотной дивизии (во Франции). С июня 1943 — генерал-майор. С февраля 1944 года дивизия на Восточном фронте, в районе Житомира. С апреля 1944 — генерал-лейтенант. В июне 1944 года награждён Рыцарским крестом. Бои в Польше, в районе Кракова.
С 2 марта 1945 года — командующий гарнизоном города Бреслау (в Силезии). 5 марта 1945 года награждён Дубовыми листьями к Рыцарскому кресту. 1 апреля 1945 года произведён в звание генерал пехоты. 26 апреля 1945 года награждён Мечами (№ 147) к Рыцарскому кресту с Дубовыми листьями.
6 мая 1945 года взят в советский плен. Нихоф был приговорен к смертной казни советскими судебными органами за военные преступления, но впоследствии был помилован на 25 лет тюрьмы.
В 1955 году вернулся из плена, работал в промышленности.

## Награды
- Железный крест 2-го класса (5 августа 1916)
- Железный крест 1-го класса (12 июня 1918)
- Ганзейский крест Гамбурга
- Пряжка к Железному кресту 2-го класса (26 июня 1940)
- Пряжка к Железному кресту 2-го класса (7 июля 1941)
- Почётная пряжка на ленте для сухопутных войск (29 сентября 1941)
- Немецкий крест в золоте (6 января 1942)
- Рыцарский крест Железного креста с дубовыми листьями и мечами
  - рыцарский крест (15 июня 1944)
  - дубовые листья (№ 764) (5 марта 1945)
  - мечи (26 апреля 1945) за оборону Бреслау
- Нагрудный штурмовой пехотный знак
- Нагрудный знак «За ранение» (1939) чёрный
- Упоминание в Вермахтберихт